# 277816 Varese
277816 Varese este o planetă minoră (asteroid) din Inner Main Belt⁠(d). A fost descoperită pe 2 aprilie 2006 la osservatorio astronomico G.V. Schiaparelli⁠(d) de Luca Buzzi⁠(d). 
Obiectul prezintă o orbită caracterizată de o semiaxă mare de 1,8283744836499 UAi, o excentricitate de 0,06, o înclinație de 22 ° în raport cu ecliptica.